# Tropidothorax sternalis
Tropidothorax sternalis ist eine pflanzensaugende Bodenwanze mit Verbreitungsschwerpunkt in Afrika, mit einigen Nachweisen aus dem Mittelmeerraum. Die Art ist, wie viele Ritterwanzen (Lygaeini) auffallend durch ihren rot-schwarzen Aposematismus (Warnfärbung).

## Merkmale
Tropidothorax sternalis erreicht eine Körperlänge von 8 bis 9 Millimetern. Sie ist bei Aufsicht oval geformt, im distalen (hinteren) Drittel etwas aufgeweitet. Die Art trägt eine charakteristische, schwarz-rote Warnfärbung. Der Kopf ist schwarz gefärbt, mit zwei roten Längsstreifen. Das Pronotum ist überwiegend rot, mit zwei tropfenförmigen schwarzen Flecken auf der Oberseite. Das Scutellum ist überwiegend schwarz, mit einem roten Längsfleck. Auf den Vorderflügeln (Hemielytren) ist das innere Feld (Clavus) schwarz, das äußere (Corium) ist rot gefärbt mit zwei runden, schwarzen Flecken. Die Flügelmembran ist schwarz mit schmalem weißem Rand und einem weißen Fleck im Innenwinkel. Sowohl Fühler wie auch Beine sind schwarz gefärbt.
Von der in Europa weiter verbreiteten Schwalbenwurzwanze (Tropidothorax leucopterus) ist die Art unterscheidbar durch den rot gestreiften Kopf. Außerdem ist der gesamte Körper länger, halb aufgerichtet gelblich behaart, der Mittelkiel auf dem Pronotum ist schärfer und die schwarz gefärbten Teile auf der Scheibe des Pronotums sind stärker punktiert.

## Lebensweise und Habitat
In Spanien und in Italien saugt die Art monophag an Blättern und Früchten von Cynanchum acutum (Seidenpflanzengewächse), aus Afrika werden auch Vorkommen an Morettia philaena (Kreuzblütler) angegeben. In Spanien lebt die Art in Feuchtgebieten mit hoher Luftfeuchte, in Kulturland, an Gräben, Fließgewässern, in Röhrichten und an der Küste. Über ihre Biologie ist sonst nicht viel bekannt. Imagines werden angetroffen in den Sommermonaten, von Mai bis Oktober/November. Nymphen des letzten (fünften) Larvenstadiums wurden im Juni festgestellt. Vermutlich ist die Art Imaginalüberwinterer mit einer Generation im Jahr.

## Verbreitung
Die Art ist schwerpunktmäßig in der Afrotropis verbreitet. In einigen kleinen Vorposten erreicht sie das Mittelmeergebiet. Weitere Fundangaben liegen aus Saudi-Arabien und aus Pakistan vor. In Spanien liegen nur wenige Funde vor, mit Schwerpunkt in der Provinz Alicante (ein Nachweis aus der benachbarten Provinz Murcia). Die Art ist in einigen der Gebiete recht individuenreich vertreten, sie ist dort durch Insektizideinsätze und Brände möglicherweise bedroht. Aufgrund des kleinen Verbreitungsgebiets wird sie in Spanien auf der Roten Liste in der Kategorie „vulnerable“ geführt. Die wenigen italienischen Nachweise stammen aus Apulien und der Basilikata. Der einzige israelische Nachweis stammt aus Shemurat `En Nimfit nahe Haifa.

## Taxonomie
Es werden zwei Unterarten unterschieden:
- Tropidothorax sternalis sternalis
- Tropidothorax sternalis saudiensis Hamid & Hamid, 1985, aus Saudi-Arabien